# Turkmener

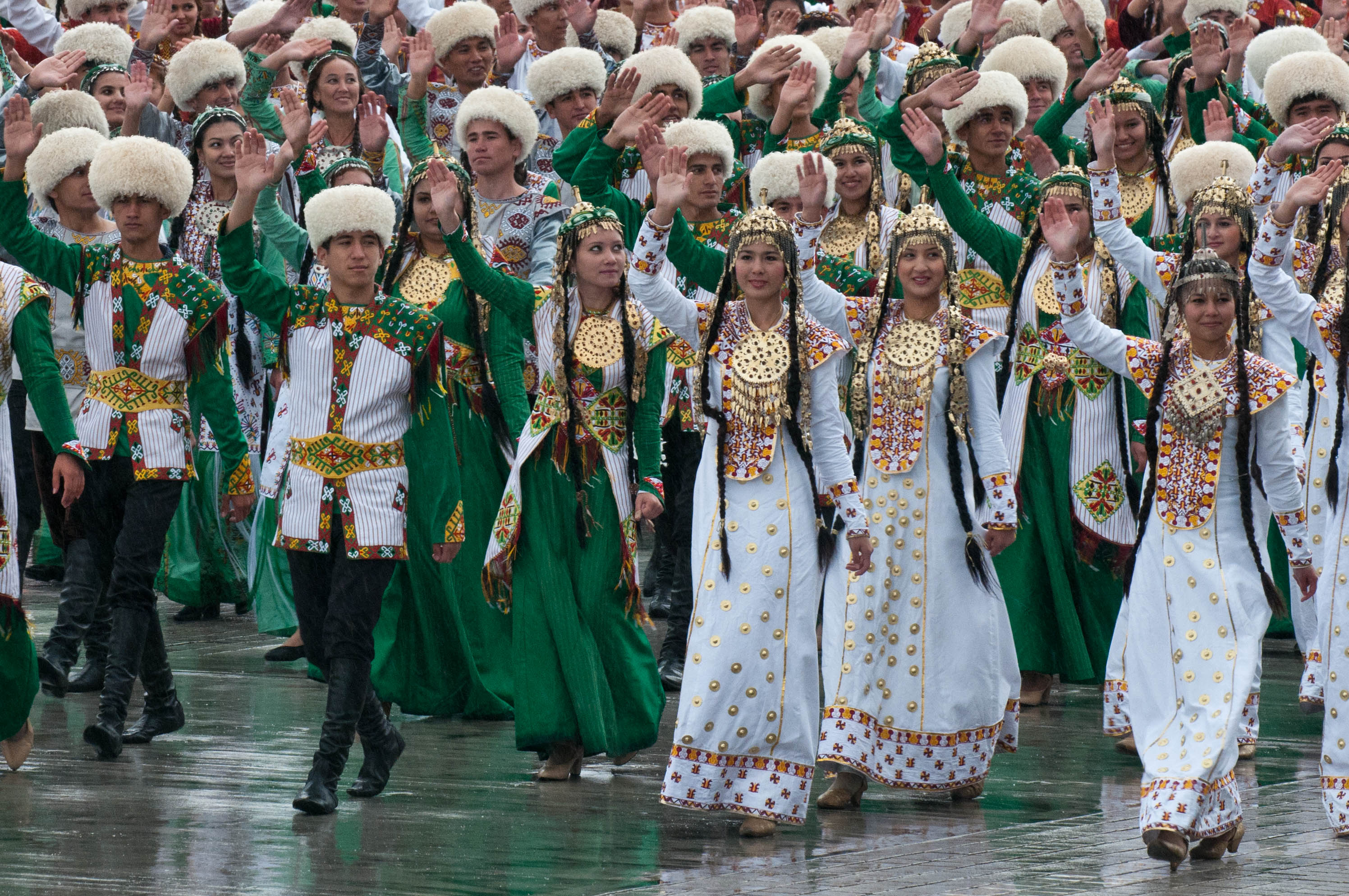
Turkmener i folkdräkt, självständighetsdagen 2011.

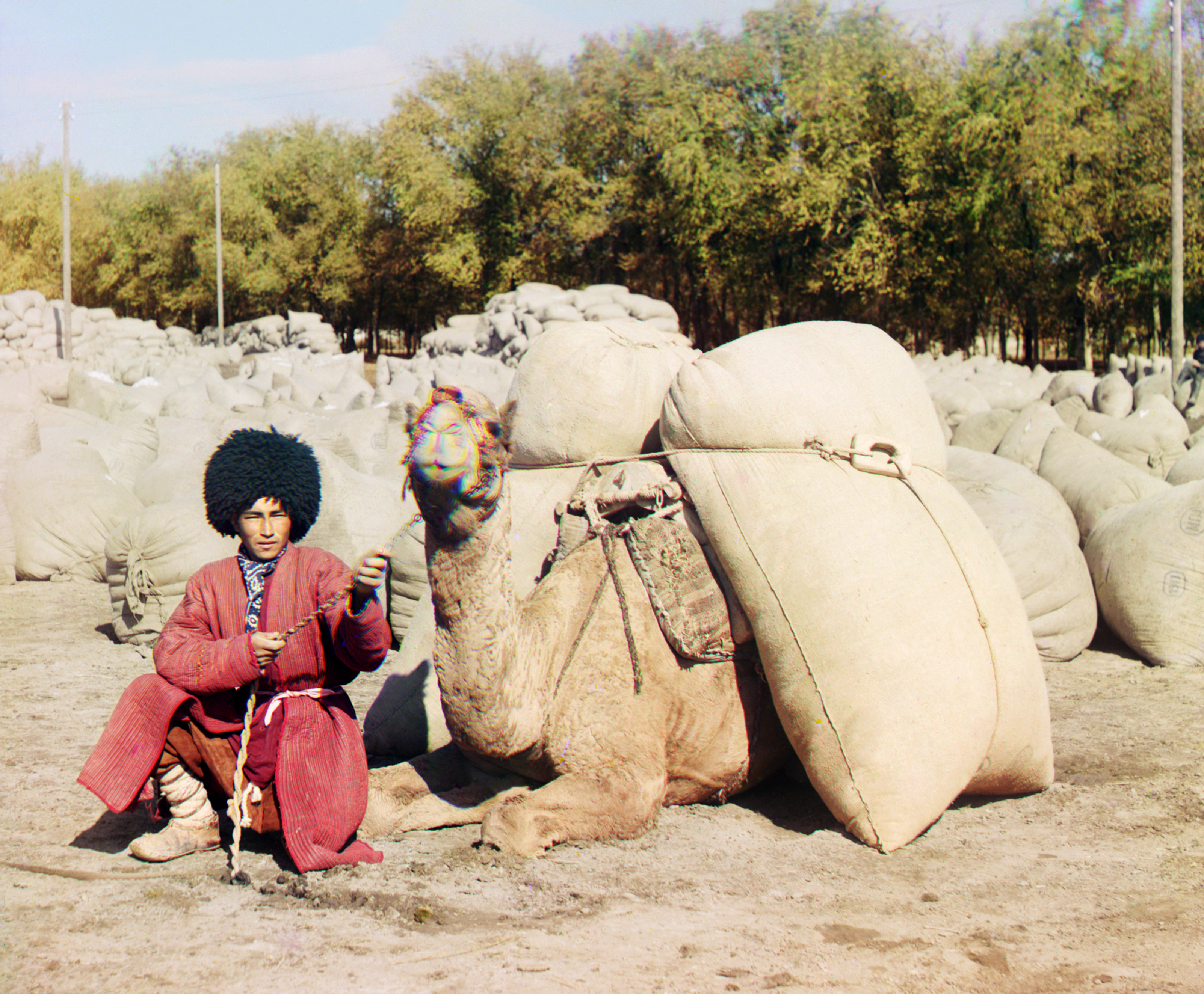
Turkmensk man med kamel.

Turkmener (turkmeniska: Türkmenler [tʏɾkmønˈløɾ]), även turkmenska turkar (turkmeniska: Türkmen türkleri) och tidigare turkomaner/turkmaner, är ett turkfolk i Turkmenistan och angränsande delar av Afghanistan och Iran. Även ett turkfolk i Syrien och norra Irak brukar kallas turkmener, även om deras språk är mer likt azerbajdzjanska eller turkiska.